# 田中友義
田中 友義（たなか ともよし、1940年 - ）は、日本の経済学者、経営学者。駿河台大学教授。専攻は国際経済論、国際経営論、現代ヨーロッパ経済論、現代フランス経済論。

## 略歴
1940年に京都府で生まれる。1963年に大阪外国語大学外国語学部を卒業。パリ大学へ留学した後に、通商産業省で通商政策局課長補佐などを務め、1989年には日本貿易振興機構（ジェトロ）経済情報部長代理、国際貿易投資研究所研究主幹を経て、1993年に山梨学院短期大学経営学科教授となる。2001年より駿河台大学教授に就任し、同大学経済学研究科長、第3代経済研究所長などを歴任する。
その他に日本EU学会理事、2003年～2005年に日仏経営学会会長、早稲田大学商学部講師、日本国際フォーラム会員、飯能市行政改革推進委員会会長などを務めた。EU経済統合の実証研究や日米欧の企業経営比較などをテーマに研究しており、ヨーロッパの経済事情を論ずる。

## 著書

### 単著
- 『フランス混合経済の現状』（教育社,1979年）
- 『EUの経済統合』（中央経済社,2001年）
- 『EU経済論』（中央経済社,2009年）

### 共編著
- 『「EC1992年」ハンドブック』（ジャパンタイムズ,1989年）
- 『フランスの経済』（早稲田大学出版,1993年）
- 『ゼミナール欧州統合』（有斐閣,1994年）
- 『拡大ヨーロッパの焦点』（日本貿易振興会,1994年）
- 『統合ヨーロッパの焦点』（日本貿易振興会,1998年）
- 『現代産業社会の構造と戦略』（中央経済社,1999年）
- 『ヨーロッパ対外政策の焦点』（日本貿易振興会,2000年）
- 『EU経営史』（税務経理協会,2001）
- 『ヨーロッパ経済論』（ミネルヴァ書房,2004年）
- 『現代経営用語の基礎知識（増補版）』（学文社,2005年）
- 『現代ヨーロッパ経済論』（ミネルヴァ書房,2011年）